# Johann Christoph Werther
Johann Christoph Werther (* 1750; † 15. Januar 1815 in Rottleberode) war ein gräflich-stolbergischer Oberamtmann, Pächter des Amtshofes Rottleberode und Besitzer des Vorwerks Uftrungen im Südharz.

## Leben

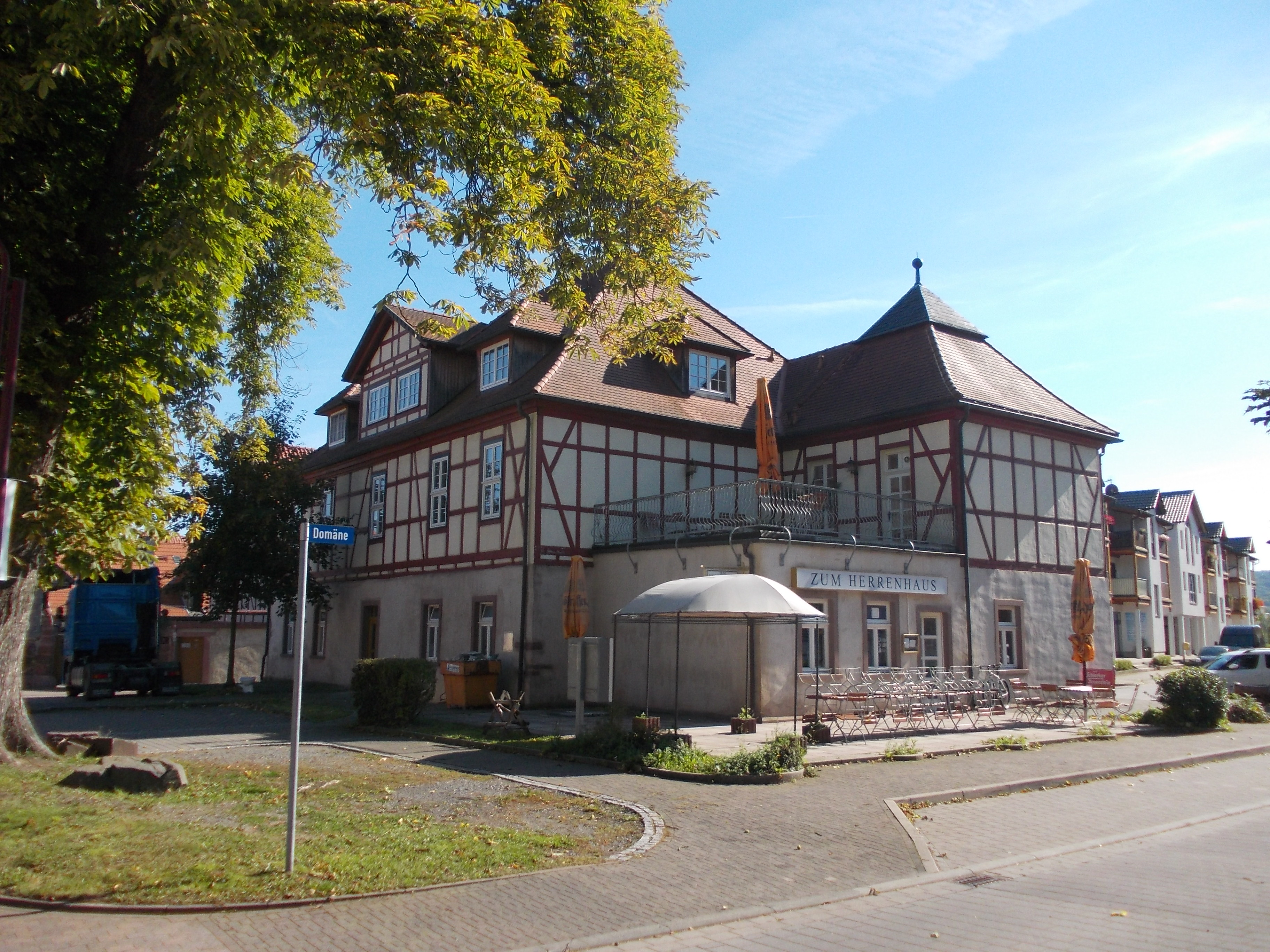
Amtssitz von Werther

Er stammte aus der bürgerlichen Familie Werther, nicht zu verwechseln mit dem ebenfalls in dieser Region ansässigen Adelsgeschlecht von Werthern. Als Amtmann trat er in den Dienst der Grafen zu Stolberg, für die er im Amt Rottleberode zuständig war. Seine finanziellen Einnahmen ermöglichten ihm 1800 den Erwerb des Erb- und Lehngutes in Uftrungen, das Vorwerk genannt, von den Erben von Friedrich Ludwig von Ebra. Außerdem übernahm er die Pacht des gräflichen Amtshofs in Rottleberode. Er hinterließ zwei Söhne Heinrich Christian Ernst Werther und den unmündigen Ernst August Carl Werther sowie eine Tochter. Ersterer wurde in Nordhausen Branntweinfabrikant und dessen Nachfolger sind eng mit der Produktion des Nordhäuser Doppelkorns verbunden.